# Müllerhaus Lenzburg

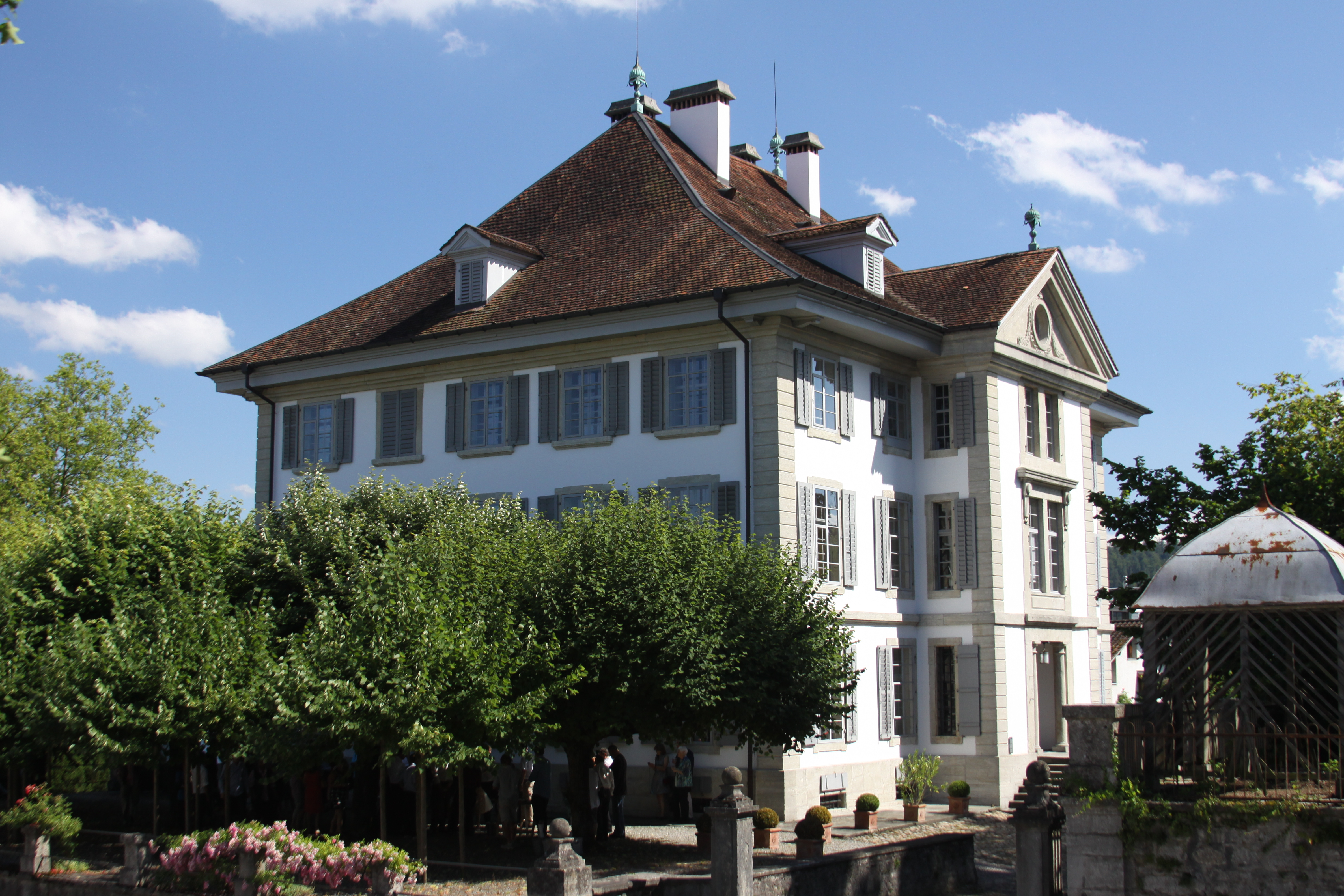
Müllerhaus Lenzburg

Das Müllerhaus ist ein denkmalgeschütztes Bürgerhaus in Lenzburg, Kanton Aargau (Schweiz). Der frühklassizistische Bau, welcher 1785 im Auftrag von Gottlieb Hünerwadel vom Berner Architekten Carl Ahasver von Sinner errichtet wurde, gilt als eines der wichtigsten Kulturgüter in Lenzburg.

## Geschichte

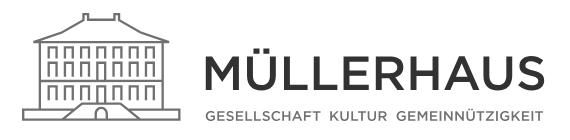
Logo

Das Bürgerhaus wurde 1785 im Zeitalter des Baumwollbooms erbaut und diente gleichzeitig als Wohnsitz und Geschäftshaus. Das Untergeschoss diente als Warenlager, das Erdgeschoss dem Verkauf, während die beiden oberen Stockwerke als Herrschaftswohnungen genutzt wurden.
Nach dem wirtschaftlichen Niedergang der Hünerwadel-Dynastie am Ende des 19. Jahrhunderts kaufte 1903 der Arzt Adolf Müller-Fischer das leerstehende Bürgerhaus. Er eröffnete dort seine Arztpraxis und zog mit seiner Familie in den ersten Stock. Heute ist das Haus in Besitz der «Stiftung Dr. Hans Müller und Gertrud Müller», welche 1987 von seinen Kindern Hans und Gertrud Müller gegründet wurde. Es ist der Sitz des Aargauer Literaturhauses, des Kunstmalers Fritz Huser, von «Pro Argovia», «Forum Helveticum» und diversen gemeinnützigen Organisationen. Es werden dort kulturelle Anlässe, Hochzeiten, Lesungen, Konzerte, Weiterbildungen und Feste durchgeführt.